# Ді Ді Джексон
Ді Ді Джексон (англ. Dee D. Jackson; нар. 15 липня 1954, Оксфорд, Велика Британія) — вокалістка.
Ця британська співачка здобула блискавичний успіх завдяки записаному 1978 року у стилі кроссовер твору «Automatic Lover». Він потрапив до британського «Тор 5», а також на верхівку багатьох європейських чартів. Артистка надалі продовжила свою футуристично-космічну тематику на наступному синглі «Meteor Man», який також став хітом. Побічно на музичному ринку з'явився її альбом «Cosmic Curves», який запропонував подібну тематику. Однак після запису ще одного лонгплею Ді Ді Джексон швидко зникла з поля зору.
На початку 1980-х Джексон переїхала до Лос-Анжелесу, але поживши в США всього місяць переїхала до Італії.
В кінці 1980-х співачка одружилася і народила сина.
В 1995 Ді Ді Джексон випустила новий альбом «Blame It on The Rain».
На даний час вона живе в Турині і є власницею звукозаписувальної компанії.

## Дискографія
- 1978: Cosmic Curves
- 1980: Thunder & Lightning
- 1995: Blame It on The Rain